# I Love to Laugh
«I Love to Laugh», también llamada "We Love to Laugh", es una canción de la película de Walt Disney, Mary Poppins compuesta por Richard M. Sherman y Robert B. Sherman. La canción fue cantada en la película por el "Tío Albert" (Ed Wynn) y "Bert" (Dick Van Dyke) sobre cómo ellos levitaban incontrolablemente hacia el techo, con la misma Mary Poppins (Julie Andrews) uniéndoseles finalmente. La premisa de la escena, que la risa y la felicidad hacen que el tío Albert flote en el aire, puede ser vista como una metáfora de que la risa puede aligerar el carácter, como Peter Pan y su habilidad para volar, también impulsada por la risa. A la inversa, pensar en algo triste literalmente lleva a Albert y sus visitantes a "bajar a la tierra" de nuevo. La canción se manifiesta de manera fuerte en favor de la risa, incluso si Mary Poppins parece desaprobar el comportamiento del Tío Albert, especialmente porque no solo complica la tarea de hacer bajar a Albert, sino que hace que Bert y los hijos de Banks suban al aire también.
La escena está basada en el capítulo "Laughing Gas" del libro Mary Poppins de P.L. Travers. En el libro, el tío Albert, también llamado Mr. Wigg, empieza a flotar debido a un exceso de  "gas de la risa", aunque es obvio que el término no es usado en el sentido químico.
El número musical también aparece en la serie de vídeos de Disney Sing-Along Songs. Ni esta versión o el Tío Alberto aparecen en el musical. 